# Склерофітні чагарники Кайманових островів
Склерофітні чагарники Кайманових островів (ідентифікатор WWF: NT1305) — неотропічний екорегіон пустель і склерофітних чагарників, розташований на Кайманових островах.

## Географія
Екорегіон склерофітних чагарників Кайманових островів охоплює близько половини території Кайманових островів — невеликого архіпелагу в Карибському морі, розташованого на південь і захід від Куби, на схід від Юкатану та на північний захід від Ямайки. На заході архіпелагу розташований Великий Кайман площею 197 км², а за 120 км на схід від нього — острови Малий Кайман та Кайман-Брак площею 38 та 28,5 км² відповідно.
Кайманові острови складаються з коралових вапняків і підіймаються лише на кілька метрів над поверхнею моря. Найвищою вершиною архіпелагу є плато Блафф, розташоване на сході Кайман-Браку. Острови регіону є вершинами підводного Кайманового хребта, що простягається із заходу на схід через північно-західну частину Карибського моря.
Кайманові острови були відкриті Христофором Колумбом у 1503 році і колонізовані англійцями у середині XVII століття. Наразі архіпелаг є найбільшою за населенням заморською територією Великої Британії. Станом на 2022 рік тут проживало майже 78 500 людей. Майже всі кайманці проживають на Великому Каймані, зокрема в його столиці Джорджтауні, водночас на Кайман-Браці мешкає лише 2075 людей, а на Малому Каймані — 182 людини. Це відображається в різному ступені зміни природного середовища островів: на Великому Каймані велика частина природної рослинності була знищена, тоді як внутрішні райони Малого Кайману є відносно незайманими.
Склерофітні чагарники Кайманових островів домінують у східних районах Великого Кайману і зустрічаються на північних схилах Малого Кайману та на пагорбах Кайман-Браку. У прибережних районах вони переходять у мангри Великих Антильських островів, а у внутрішніх частинах островів — у сухі ліси Кайманових островів.

## Клімат
На Кайманових островах домінує саванний клімат (Aw за класифікацією кліматів Кеппена). Середня температура у Джорджтауні становить 27 °C, а середньорічна кількість опадів — 1427 мм. З травня по жовтень в регіоні триває сезон дощів, а з листопада по квітень — сухий сезон. З червня по листопад на Кайманових островах часто трапляються тропічні циклони.

## Флора
Рослинний покрив екорегіону представлений вічнозеленими склерофільними чагарниками, над якими підіймаються поодинокі дерева. Серед дерев та чагарників, поширених в екорегіоні, слід відзначити гумбо-лімбо (Bursera simaruba), вест-індійське червоне дерево (Swietenia mahagoni), карибський пікродендрон (Picrodendron baccatum),  вільхолистий сідероксилон (Sideroxylon salicifolium), білу мірсію (Myrcia neopallens) та ендемічний кайманський сніговець (Chionanthus caymanensis). В екорегіоні поширені кайманські сріблясті пальми (Coccothrinax proctorii) та флоридські солом'яні пальми (Thrinax radiata), а також селеніцереуси (Selenicereus) та інші кактуси.
Флора екорегіону демонструє сильну спорідненість із флорою Куби та Ямайки. Рівень флористичного ендемізму на Кайманових островах відносно низький, ймовірно, через близькість до інших Великих Антильських островів, та завдяки сильним пасатам, які сприяють поширенню рослин над водою. Загалом на архіпелазі зустрічається 601 вид судинних рослин, з яких 21 вид є ендемічним.

## Фауна
На Кайманових островах гніздиться 46 видів птахів. Серед птахів, що зустрічаються в екорегіоні, слід відзначити антильську зенаїду (Zenaida aurita), товстодзьобого ані (Crotophaga ani), антильського анаперо (Chordeiles gundlachii), американського боривітра (Falco sparverius), американську сипуху (Tyto furcata), сірого тирана (Tyrannus dominicensis), кубинського копетона (Myiarchus sagrae), чорновусого віреона (Vireo altiloquus), багатоголосого пересмішника (Mimus polyglottos) та золотогорлого потроста (Tiaris olivaceus)
Ендеміками Кайманових островів є кайманові вівсянки (Melopyrrha taylori), які живуть в лісах та чагарниках Великого Кайману. Майже ендемічні цитринові пісняри-лісовики (Setophaga vitellina), окрім Кайманових островів, також зустрічаються на Лебединих островах біля узбережжя Гондурасу. Ендеміками Кайманових островів також є низка підвидів різних видів птахів, зокрема підвид ямайської горлички Leptotila jamaicensis collaris, підвид багамської гіли Melanerpes superciliaris caymanensis, підвид золотистого декола Colaptes auratus gundlachi, підвиди кубинського амазона Amazona leucocephala caymanensis і A. l. hesterna, підвид карибської еленії Elaenia martinica caymanensis, підвид темноголового тирана Tyrannus caudifasciatus caymanensis, підвид великодзьобого віреона Vireo magister caymanensis, підвид товстодзьобого віреона Vireo crassirostris alleni, підвиди антильського гракла Quiscalus niger caymanensis і Q. n. bangsi, підвид антильської танагри Spindalis zena salvini та підвид цереби Coereba flaveola sharpei. Раніше в заростях Великого Кайману мешкали ендемічні реліктові дрозди Turdus ravidus, однак наразі вони вимерли, як і представники ендемічного підвиду білочеревого трупіала Icterus leucopteryx bairdi, які не спостерігалися на острові з 1967 року.
Єдиними місцевими ссавцями, поширеними на Кайманових островах, є рукокрилі — 5 видів кажанів, жоден з яких не є ендеміком архіпелагу. А втім, палеонтологічні дослідження вказують на те, що раніше на Кайманових островах мешкали ендемічні кайманські землерийки (Nespohontes hemicingulus) та кілька ендемічних видів хутій (Capromys). Ці наземні ссавці вимерли незабаром після прибуття в регіон європейців, ймовірно, внаслідок знищення природних оселищ та появі на островах інвазивних хижаків, зокрема свійських котів (Felis catus), чорних пацюків (Rattus rattus) та сірих пацюків (Rattus norvegicus).
Серед поширених в регіоні амфібій слід відзначити кубинських райок (Osteopilus septentrionalis) та садових листкових жаб (Eleutherodactylus planirostris), а серед плазунів — ендемічних кайманових ігуан (Cyclura lewisi), кайманових веретільниць (Comptus maculatus), кайманових малих геконів (Sphaerodactylus argivus), кайманових синьовіялових анолісів (Anolis conspersus), кайман-бракських анолісів (Anolis luteosignifer), анолісів Мейнарда (Anolis maynardii), кайманових сліпунів (Cubatyphlops caymanensis), кайман-бракських сліпунів (Cubatyphlops epactius), великокайманових полозів (Cubophis caymanus), малокайманових полозів (Cubophis ruttyi), кайман-бракських полозів (Cubophis fuscicauda) та кайманових карликових удавів (Tropidophis caymanensis).

## Збереження
Основними загрозами для збереження природи регіону є знищення природного рослинного покриву та поширення інтродукованих видів рослин і тварин. Місцеві вічнозелені чагарники на Великому Каймані масово замінюються заростями кампеєвих дерев (Haematoxylum campechianum), які висаджуються в комерційних цілях.
Загалом близько 31 % площі Кайманових островів є заповідними територіями. Природоохоронні території включають: Ботанічний парк і заповідник Саліна та Мастиковий заповідник на Великому Каймані, а також Природний заповідник Бубі-Понд на Малому Каймані.